# Cantoni della Costa Rica

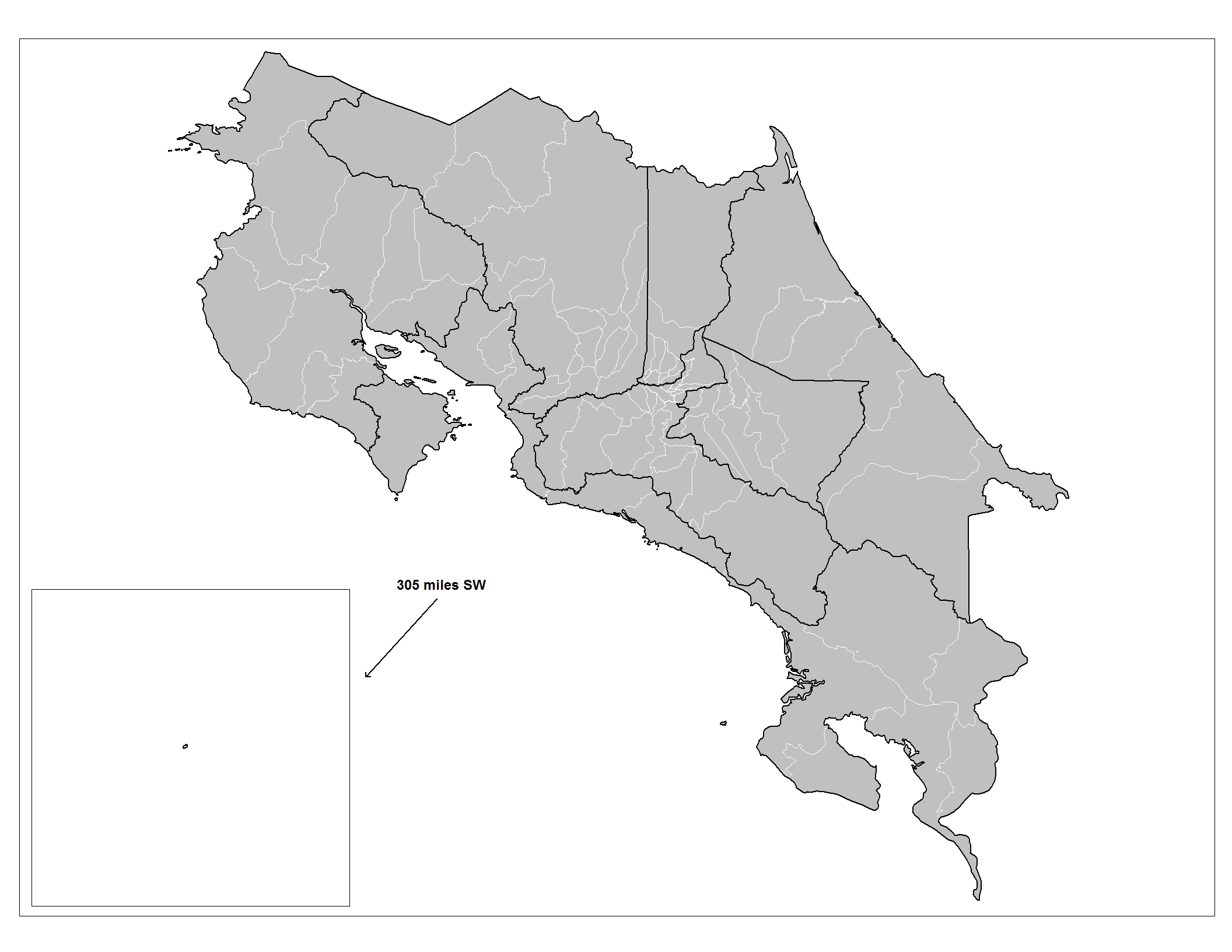
Le sette province della Costa Rica.

I cantoni della Costa Rica suddivisi per province. I colori indicano il territorio di una provincia, le tonalità i cantoni

I cantoni della Costa Rica (in lingua spagnola: cantones) sono il secondo livello di divisione amministrativa di questo paese, che è composto da sette province (provincias) suddivise a loro volta in 82 cantoni, i quali sono ulteriormente suddivisi in distretti (distritos).
Una caratteristica politicamente importante dei cantoni consiste nell'essere l'unica divisione amministrativa in Costa Rica che possieda un governo locale sotto la forma del comune (municipalidad): ognuna di esse infatti ha un proprio sindaco (alcalde) e diversi rappresentanti del cantone (concejo municipal), tutti scelti attraverso elezioni comunali.
Dai 14 cantoni originali del 1848, il numero è aumentato gradualmente, suddividendo i cantoni già esistenti. La legge n. 4366 del 19 agosto 1969 sulla divisione amministrativa della Costa Rica, infatti, stabilisce la possibilità di creare un nuovo cantone qualora lo stesso raggiunga almeno l'uno per cento della popolazione totale della repubblica. L'ultimo cantone istituito è quello di Río Cuarto, il 30 marzo 2017.

## Organizzazione politica

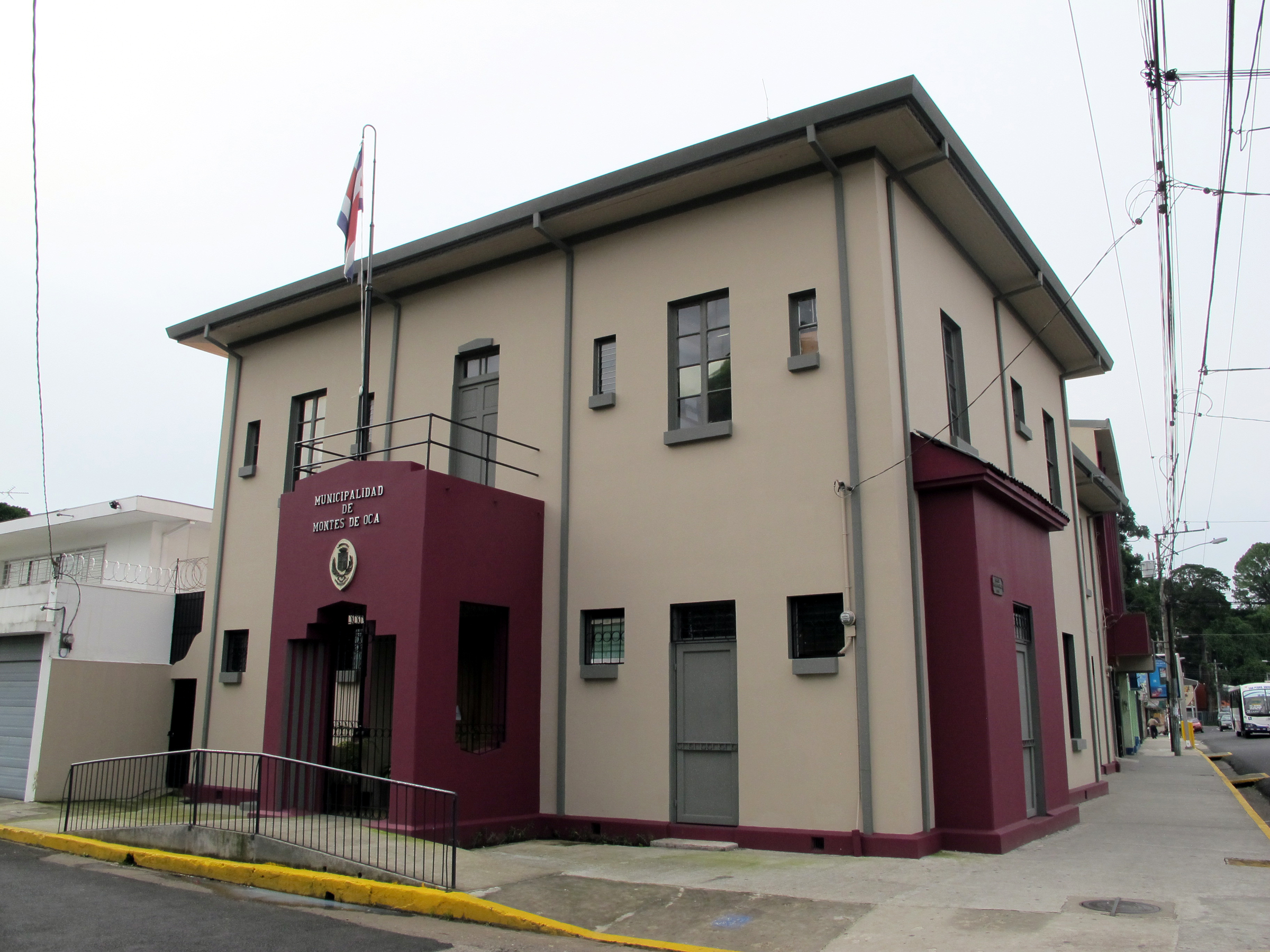
Municipalità di Montes de Oca.jpg

Ogni cantone è governato da una unità amministrativa chiamata municipalidad. Il termine riflette il fatto che i cantoni nella Costa Rica svolgono la stessa funzione dei municipios (comuni) in molti altri paesi di lingua spagnola. Il governo locale è costituito da due organi: il consiglio comunale (concejo comunal) e l'organo esecutivo rappresentato dal sindaco (alcalde/alcaldesa), titolo che è stato introdotto nel 1998.
Il principale compito del sindaco è quello di fungere da collegamento tra il consiglio comunale, i consigli distrettuali e l'intera macchina amministrativa nel cantone e di approvare ed attuare le decisioni prese dal consiglio comunale. Il numero dei membri del consiglio comunale varia da un cantone all'altro e sono eletti nelle elezioni locali che si tengono ogni quattro anni.
Il compito principale del consiglio è quello di gestire il cantone a livello locale ed è responsabile per la pianificazione della politica di base del cantone con l'approvazione del bilancio. In particolare il consiglio ha la responsabilità, tra l'altro, della pianificazione e dell'organizzazione di attività legate a cultura, salute, istruzione e affari urbani e agricoli. Il capo del consiglio viene chiamato presidente comunale, il quale nomina un numero di commissioni di lavoro che lavorano su tematiche specifiche.

## Origini

### Colonizzazione
La storia dell'amministrazione locale in Costa Rica risale al 1561, quando gli spagnoli colonizzatori crearono il primo consiglio (ayuntamiento) nella prima città fondata nel paese, Castillo de Garcimuñoz, in quello che oggi è il cantone di Santa Ana. Questa città fu poi spostata verso est con il nuovo nome di Cartago. Successivamente gli spagnoli fondarono diverse altre città, istituendo contestualmente i diversi consigli locali, ma non crearono alcuna suddivisione politica del paese.
Durante il periodo coloniale, i consigli comunali erano composti soprattutto di rappresentanti dell'aristocrazia urbana e avevano un'importante responsabilità sociale, politica ed economica; tuttavia attraversarono diverse fasi critiche a causa della mancanza di fondi e scarsa organizzazione.
Nel 1812 venne approvata la cosiddetta Costituzione di Cadice, tuttora in vigore, che portò alla creazione di enti locali (cabildo) in tutte le principali città della Costa Rica, tra cui San José, Alajuela e Heredia, oltre a un certo numero di piccoli villaggi.

### Indipendenza e la creazione dei cantoni
La Costa Rica è diventata indipendente dalla Spagna il 15 settembre 1821 e divenne parte della Repubblica Federale del Centro America. Inizialmente non venne promulgata alcuna legge esplicita sulle amministrazioni locali comunali, ma nel 1825 il governo della Costa Rica decise che tutti gli insediamenti nel paese, indipendentemente dalle dimensioni, avrebbero dovuto stabilire il proprio responsabile comunale per tutti i servizi pubblici.
Successivamente, la Costa Rica dichiarò l'indipendenza anche dalla federazione nel 1837 e la costituzione, rivista lo stesso anno 1847 in cui il paese divenne una repubblica, divise il paese in province e cantoni.
La suddivisione aggiornate al 7 dicembre 1848, consistevano in cinque province e 14 cantoni:
| Provincia  | Cantoni                                                      |
| ---------- | ------------------------------------------------------------ |
| San José   | 1. San José 2. Escazú y Pacaca (Mora) 3. Curridabat y Aserrí |
| Cartago    | 1. Cartago 2. Paraíso 3. La Unión                            |
| Heredia    | 1. Heredia 2. Barva                                          |
| Alajuela   | 1. Alajuela 2. Esparza                                       |
| Guanacaste | 1. Liberia 2. Nicoya 3. Santa Cruz 4. Bagaces y Cañas        |

L'area intorno alla città portuale di Puntarenas nel Pacifico aveva lo status di comarca ed era indipendente dalle province. Nel 1867, invece, venne creata la provincia di Puntarenas, composta dai due cantoni centrali e Esparza (quest'ultimo trasferito dalla provincia di Alajuela). Le zone abitate intorno a Golfo Dulce e i villaggi indiani Terraba e Boruca a sud-ovest del paese entrarono a far parte del cantone centrale.
Quello che oggi è la provincia di Limón, sulla costa caraibica orientale del paese, dal 1848 fu parte del cantone Paraíso, ma nel 1870 ha ricevuto lo status di comarca. Nel 1892 venne creata la provincia di Limón, con un solo cantone.
Il primo nuovo Cantone sorto dopo il 1848 fu San Ramón in provincia di Alajuela, che è stato istituito nel 1856. Il cantone di Curridabat y Aserrí scomparve nel 1862, quando furono creati il cantone di Desamparados e quello di Aserrí divenne una parte di questo, mentre venne istituito a Curridabat un distretto nel cantone di San José. Aserrí divenne un cantone indipendente nel 1882 e Curridabat nel 1929.
A partire dalla fine degli anni 1860 vennero creati nuovi cantoni ad un ritmo relativamente rapido: ciò è continuato fino al 1980, quando venne istituito il più recente cantone di Garabito, e dopo quest'ultimo non ne è creato nessuno, fino al 2017, quando Río Cuarto diventa il cantone #16 d'Alajuela.
| Anno              | 1848 | 1892 | 1909 | 1924 | 1955 | 1969 | 1980 | 2017 |
| ----------------- | ---- | ---- | ---- | ---- | ---- | ---- | ---- | ---- |
| Numero di cantoni | 14   | 32   | 40   | 57   | 64   | 69   | 81   | 82   |

## Elenco dei cantoni
La Costa Rica è attualmente composta dai seguenti 82 cantoni:
| Codice | Provincia  | Cantone             | Area (km2) | Pop. (2008) |
| ------ | ---------- | ------------------- | ---------- | ----------- |
| 101    | San José   | San José            | 44,62      | 352 366     |
| 102    | San José   | Escazú              | 34,49      | 60 201      |
| 103    | San José   | Desamparados        | 118,26     | 221 346     |
| 104    | San José   | Puriscal            | 553,66     | 32 767      |
| 105    | San José   | Tarrazú             | 297,50     | 16 419      |
| 106    | San José   | Aserrí              | 167,10     | 56 422      |
| 107    | San José   | Mora                | 162,04     | 24 333      |
| 108    | San José   | Goicoechea          | 31,50      | 131 529     |
| 109    | San José   | Santa Ana           | 61,42      | 39 905      |
| 110    | San José   | Alajuelita          | 21,17      | 81 721      |
| 111    | San José   | Vázquez de Coronado | 222,20     | 63 098      |
| 112    | San José   | Acosta              | 342,24     | 20 906      |
| 113    | San José   | Tibás               | 8,15       | 81 478      |
| 114    | San José   | Moravia             | 28,62      | 55 895      |
| 115    | San José   | Montes de Oca       | 15,16      | 55 814      |
| 116    | San José   | Turrubares          | 415,29     | 5 482       |
| 117    | San José   | Dota                | 400,22     | 7 465       |
| 118    | San José   | Curridabat          | 15,95      | 69 474      |
| 119    | San José   | Pérez Zeledón       | 1 905,51   | 140 872     |
| 120    | San José   | León Cortés Castro  | 120,80     | 13 288      |
| 201    | Alajuela   | Alajuela            | 388,43     | 255 598     |
| 202    | Alajuela   | San Ramón           | 1 018,64   | 77 380      |
| 203    | Alajuela   | Grecia              | 395,72     | 74 860      |
| 204    | Alajuela   | San Mateo           | 125,90     | 5 904       |
| 205    | Alajuela   | Atenas              | 127,19     | 25 033      |
| 206    | Alajuela   | Naranjo             | 126,62     | 42 637      |
| 207    | Alajuela   | Palmares            | 38,06      | 33 401      |
| 208    | Alajuela   | Poás                | 73,84      | 28 469      |
| 209    | Alajuela   | Orotina             | 141,92     | 17 866      |
| 210    | Alajuela   | San Carlos          | 3 347,98   | 151 322     |
| 211    | Alajuela   | Zarcero             | 155,13     | 12 368      |
| 212    | Alajuela   | Sarchí              | 120,25     | 18 407      |
| 213    | Alajuela   | Upala               | 1 580,67   | 44 556      |
| 214    | Alajuela   | Los Chiles          | 1 358,86   | 23 902      |
| 215    | Alajuela   | Guatuso             | 758,32     | 15 068      |
| 216    | Alajuela   | Río Cuarto          | 254,20     | 11,074      |
| 301    | Cartago    | Cartago             | 287,77     | 149 657     |
| 302    | Cartago    | Paraíso             | 411,91     | 60 005      |
| 303    | Cartago    | La Unión            | 44,83      | 91 090      |
| 304    | Cartago    | Jiménez             | 286,43     | 15 859      |
| 305    | Cartago    | Turrialba           | 1 642,67   | 78 217      |
| 306    | Cartago    | Alvarado            | 81,06      | 13 862      |
| 307    | Cartago    | Oreamuno            | 202,31     | 44 403      |
| 308    | Cartago    | El Guarco           | 167,69     | 39 223      |
| 401    | Heredia    | Heredia             | 282,60     | 118 872     |
| 402    | Heredia    | Barva               | 53,80      | 37 041      |
| 403    | Heredia    | Santo Domingo       | 24,84      | 38 959      |
| 404    | Heredia    | Santa Bárbara       | 53,21      | 33 334      |
| 405    | Heredia    | San Rafael          | 48,39      | 42 398      |
| 406    | Heredia    | San Isidro          | 26,96      | 18 028      |
| 407    | Heredia    | Belén               | 12,15      | 22 400      |
| 408    | Heredia    | Flores              | 6,96       | 17 298      |
| 409    | Heredia    | San Pablo           | 7,53       | 23 370      |
| 410    | Heredia    | Sarapiquí           | 2 140,54   | 54 537      |
| 501    | Guanacaste | Liberia             | 1 436,47   | 55 921      |
| 502    | Guanacaste | Nicoya              | 1 333,68   | 47 823      |
| 503    | Guanacaste | Santa Cruz          | 1 312,27   | 46 460      |
| 504    | Guanacaste | Bagaces             | 1 273,49   | 18 368      |
| 505    | Guanacaste | Carrillo            | 577,54     | 32 168      |
| 506    | Guanacaste | Cañas               | 682,20     | 27 970      |
| 507    | Guanacaste | Abangares           | 675,76     | 18 319      |
| 508    | Guanacaste | Tilarán             | 638,39     | 20 337      |
| 509    | Guanacaste | Nandayure           | 565,59     | 11 185      |
| 510    | Guanacaste | La Cruz             | 1 383,90   | 19 978      |
| 511    | Guanacaste | Hojancha            | 261,42     | 7 289       |
| 601    | Puntarenas | Puntarenas          | 1 842,33   | 118 928     |
| 602    | Puntarenas | Esparza             | 216,80     | 27 199      |
| 603    | Puntarenas | Buenos Aires        | 2 384,22   | 47 576      |
| 604    | Puntarenas | Montes de Oro       | 244,76     | 12 495      |
| 605    | Puntarenas | Osa                 | 1 930,24   | 29 547      |
| 606    | Puntarenas | Quepos              | 543,77     | 23 915      |
| 607    | Puntarenas | Golfito             | 1 753,96   | 39 699      |
| 608    | Puntarenas | Coto Brus           | 933,91     | 47 247      |
| 609    | Puntarenas | Parrita             | 478,79     | 13 940      |
| 610    | Puntarenas | Corredores          | 620,60     | 44 180      |
| 611    | Puntarenas | Garabito            | 316,31     | 13 165      |
| 701    | Limón      | Limón               | 1 765,79   | 106 356     |
| 702    | Limón      | Pococí              | 2 403,49   | 121 735     |
| 703    | Limón      | Siquirres           | 860,19     | 60 881      |
| 704    | Limón      | Talamanca           | 2 809,93   | 32 158      |
| 705    | Limón      | Matina              | 772,64     | 39 961      |
| 706    | Limón      | Guácimo             | 576,48     | 41 082      |